# 照恩寺 (四日市市)
照恩寺（しょおんじ）は、三重県四日市市大矢知町にある真宗本願寺派の寺院。山号は青木山。

## 概要
江戸時代、佐久間明心により浄土真宗の道場として開かれたとされるが、創建年は未詳という。

## 境内
- 本堂

1878年（明治11年）、三重県員弁郡東員町南大社の欣浄寺本堂を移築したものであるが、そのままの移築ではなく一部分の改修の痕跡があるという。元々は宝暦年間に建造されたものとされる。
- 山門

桑名城の城門であったが、明治維新時の取り壊しに際して蒔田の長明寺に移されたものが、1926年（大正15年）3月にさらに移築されたものという。享保6年（1721年）の銘がある鬼瓦が残ること、建築様式からしても当時の建築であると推定される。
- 本堂